# Начо Варга
Игнасио «Начо» Варга, более известный как Начо Варга — вымышленный персонаж американского телесериала «Лучше звоните Солу». Является одним из главных героев сериала и дебютировал в 1 сезоне.

## Описание персонажа
Начо Варга — молодой мужчина, латиноамериканец, лет 30. Он работает на мексиканский картель, являясь агентом наркоимперии Густаво Фринга. Впервые появившись в начале первого сезона сериала, он пробыл главным героем до шестого сезона. Начо показан как крайне расчётливый и манипулятивный человек, тихо действующий и соблюдающий свой план преступник. Он легко вошёл в доверие картеля, став информатором для конкурента.

## Биография

### До событийЛучше звоните Солу
Игнасио «Начо» Варга родился 9 декабря 1971 года. Его воспитывал любимый отец Мануэль. Позже он работал с ним в салоне автомобильной обивки «AZ Fine Upholstery». Вскоре Начо познакомился с Туко Саламанкой и помогал ему контролировать наркотрафик.
В 1998 году Игнасио был свидетелем казни дилера Туко, которого тот застрелил в лицо из обреза из-за подозрения в краже. Вылетевший кусок черепа жертвы вонзился глубоко в плечо Начо и остаётся там до сих пор.

### Сезон 1
Начо Варга является одним из силовиков Туко вместе с Гонзо и Но-Дозом. Они похитили адвоката Джеймса МакГилла и близнецов-мошенников Кэла и Ларса Линдхолмов, которые обманули бабушку Туко, Абуелиту.
Джимми пытается объяснить им, что бабушка Туко не была их целью, т.к. они спутали её Ford Taurus с Mercury Sable Бетси и Крейга Кеттлманов, укравших большую сумму денег у правительства. Туко не верит адвокату и угрожает отрезать его палец плоскогубцами, но Начо уговаривает не делать этого. После этого Туко пожимает руку Джеймсу и выламывает по одной ноге каждому близнецу.
Через несколько дней Начо навещает Джеймса в его мини-офисе, заявляя о намерениях ограбить Кеттлманов и прося о помощи адвоката, но получает ответ от него, что «он юрист, а не преступник». Начо пишет свой номер на спичечном коробке для Джеймса и уходит.
Зная о намерениях Начо, Джеймс звонит Кеттлманам и предупреждает об ограблении. На улице они замечают припаркованный фургон Начо.
На следующий день вся семья Кеттлманов пропала без вести. Начо был арестован, в его фургоне нашли кровь, которая на самом деле принадлежит Кэлу и Ларсу.
Полиция ловит Джеймса и привозит в полицейский участок к Начо. В допросной они обсуждают пропажу семьи и Начо заявляет о своей невиновности, признав, что он только следил за ними. Он также угрожает Джеймсу, потому что арест Начо может привести к краху наркоимперии Туко.
Чуть позже, Джеймс находит пропавшую семью в лесу, в результате чего Начо выходит из под стражи, после чего вступает в конфликт с Джеймсом, называя его «стукачом».
Спустя время, Дэниел Вормалд вместе со своим телохранителем Майком Эрмантраутом продают Начо таблетки.

### Сезон 2
Начо Варга вновь приезжает на сделку с Дэниелом, на этот раз не видя вместе с ним телохранителя. Он обращает внимание на Hummer H2 в ярком обвесе и с помощью ПТС узнаёт личную информацию о Дэниеле. Позднее, он грабит дом Дэниела и крадёт его коллекцию бейсбольных карточек.
Позже, Майк узнаёт от Дэниела о грабеже и понимает, кто является грабителем. Он приходит «AZ Fine Upholstery», якобы желая обшить салон своего Chrysler Fifth Avenue, где за спиной отца Начо угрожает рассказать Туко Саламанка о стороннем бизнесе Начо с таблетками. Начо, находясь под давлением Майка, возвращает 10 тысяч долларов и коллекцию карточек.
В скором времени, Майк через контакты связывается с Начо, который просит его убить Туко у ресторана Эль-Мичоакано, обещая хорошую оплату. Вскоре, Майк предлагает вместо убийства засадить его в тюрьму. Немного позже, Туко и Начо, находясь в ресторане, видят, как Майк врезается на своём авто в машину Туко. Майк заходит в ресторан, где вступает в перепалку с Туко, после чего они выходят на улицу и устраивают жестокую драку. Начо успел уехать до прибытия полиции, заранее вызванной Майком.
На место Туко пришёл его дядя Гектор Саламанка, один из лидеров картеля. Начо вынужден работать на него. Он присутствует как охранник на сделке Гектора и Майка.
Спустя несколько дней Начо оповещает Майка об ограблении грузовика Гектора, обвиняя Майка в этом. Он объясняет, что если Гектор узнает о Майке, неприятности будут у всех. Тот винит его в убийстве «доброго самаритянина», совершённого Гектором.
Начо присутствовал во время казни Хименеса Лесерды, водителя ограбленного грузовика.

### Сезон 3
В ресторане Эль-Мичоакано Начо собирает деньги с дилеров, пока Гектор следит за всем этим и контролирует ситуацию. Один из дилеров, Доминго Галлардо Молина, в будущем более известный как «Крэйзи-8», приносит Начо неполную сумму денег. По приказу Гектора Начо сильно избивает Доминго за свой проступок.
На следующий день Начо и Артуро Колон прибывают на птицефабрику Густаво Фринга чтобы забрать часть наркотиков. Люди Гуса выдают им 5 пачек, но Начо требует 6, в результате чего случается конфронтация. Тайрус Китт звонит Гусу насчёт сделки и последний разрешает Начо взять 6 пачек.
По возвращении в ресторан Начо сообщил Гектору об успешной сделке. Тот в свою очередь заявил, что планирует использовать салон автомобильной обивки отца Игнасио для прикрытия наркотрафика, на что Начо возмущённо реагирует, говоря, что его отец не связан с криминалом. В это время Артуро оповещает Гектора о том, что Туко избил заключённого в тюрьме и был помещён в карцер. Гектор впадает в ярость, после чего ему становится плохо из-за его заболевания кровеносной системы. Он принимает лекарство и запивает его водой. Начо, узнавший об уязвимости Гектора, аккуратно украл таблетку, которую Гектор уронил на пол.
Спустя время Начо встречается с «Прайсом» и просит его сделать несколько копий пустых медикаментозных капсул на основе украденной. На сделке Майк узнаёт от Начо о намерениях Гектора и даёт пару советов о том, как не попасться.
Начо наполняет пустые капсулы ибупрофеном, который вызовет у Гектора риск сердечного приступа или инсульта.
На следующий день Начо проверяет Доминго в Эль-Мичоакано, пока Гектор следит за всем. Он сообщает, что одна из купюр выглядит подозрительно, и Гектор просит его подойти, чтобы он посмотрел. Он передает купюру Гектору и «случайно» роняет деньги на пол, быстро меняя банку с лекарством из кармана пальто на ибупрофеновую.
Немного позже Начо проводит экскурсию по салону отца Гектору и Артуро. Гектор объясняет свои намерения и тянет несколько сотен долларов Мануэлю, который не хочет подчиняться преступникам.
Ночью Начо сидит в автомобиле возле автомастерской с пистолетом в руке. Когда приезжает Гектор, он планирует устроить засаду на него, однако в это время приезжают другие приспешники Гектора. Вслед за ними, на место встречи прибывают Гус Фринг и Хуан Болса, лидер картеля. Болса говорит о том, что Фринг теперь осуществляет контрабанду наркотиков через границу Мексики и США. От этого, Гектор злится, после чего ему снова становится плохо и он принимает ибупрофен. Ему становится ещё хуже и в конечном итоге он падает на землю из-за случившегося инсульта. Болса и приспешники Гектора покидают место, а Гус и Начо остаются присматривать за Гектором до приезда парамедиков. Начо меняет ибупрофен на нормальные лекарства, после чего Гектора увозят в отделение неотложной помощи.

### Сезон 4
Пока Начо пытался скинуть банку ибупрофена в канализацию, Гус оповестил его о встрече с Болсой на ферме Los Pollos Hermanos. 

Прибыв на встречу, Начо узнаёт о том, что Саламанки не потеряют территорию из-за болезни Гектора. Уезжая с фермы, он сбрасывает ибупрофен с моста, не подозревая, что за ним следит Виктор, человек Фринга.
Как обычно, Начо и Артуро прибывают на птицефабрику, чтобы забрать наркотики, но получают только 5 пачек. После недолгой конфронтации Виктор даёт ему 6 пачек, после чего они уходят. На улице Гус с приспешниками устраивают засаду на них: Начо пойман, а Артуро задушен Гусом с помощью пакета.
На следующее утро Виктор и Тайрус инсценируют нападение на автомобиль Артуро, расстреляв кузов и шины, после чего ранив Начо из пистолета 2 раза. Тот позвонил «Кузенам» Марко и Леонелю Саламанке, которые приехали и отвезли его к доктору Кальдере, который лечит Игнасио и переливает ему кровь Марко.
Спустя несколько часов Начо едет с Кузенами к комплексу банды Эспиноса, на которых Гус хочет скинуть вину за нападение на Артуро и Игнасио. Начо подтверждает, что это они атаковали автомобиль, и предлагает убить их в ночное время. Кузены отказываются от его предложения и начинают вооружённый штурм комплекса. Позже Начо присоединяется к ним, несмотря на возобновившееся кровотечение из раны. Они убили больше 21 бандита, несмотря на увечья Марко и Начо. После перестрелки все трое на время залегли на дно.
По прошествии долгого времени Начо стал командовать всей территорией Саламанок в Альбукерке. Он строго относится к дилерам, угрожая им, если они не вернут потерянные деньги с процентами. Он арендовал новую дорогую резиденцию и сделал гарем из нескольких девушек.
Возвращаясь в ресторан, он был удивлён нервным поведением Доминго и владельца Эль-Мичоакано. Пройдя на кухню, он встретил незнакомца, готовившего еду. Тот представился как Лало Саламанка. Лало был отправлен на север, чтобы проверить, как идут дела на территории и помочь Начо.
Начо отвозит Лало в дом престарелых, где тот встречается со своим дядей Гектором и разговаривает с ним о воспоминаниях и дарит ему звонок, с помощью которого парализованный Гектор сможет общаться.
Спустя время Начо привозит Лало в ресторан Los Pollos Hermanos, где заказывает острые крылышки. Густаво Фринг, глава заведения, подходит к ним и спрашивает об обслуживании. Лало отмечает, что «это лучшая курица, которую он ел». После Лало проводит разговор с Гусом наедине в его личном кабинете и по возвращении просит отвезти Начо птицеферму.

### Сезон 5
В Эль-Мичоакано Лало расспрашивает Начо и Доминго о Вернере Зиглере, немецком инженере, нанятым Гусом Фрингом. Начо возмущённо заявляет, что понятия не имеет, кто такой Вернер Зиглер. Позже, они едут на хранилище наркотиков, где Лало проверяет качество кокаина, понимая, что большая часть партии испорчена. За всем этим делом стоит Начо, который с помощью манипуляций Густаво испортил наркотики Саламанок.
Ночью Начо спит в постеле со своей девушкой, Джо. Его сон прерывает отряд людей во главе с Тайрусом и Виктором, которые увозят Начо к ресторану, где ужинает его отец Мануэль. Начо говорит, что он делал всё, основываясь на план, умоляя не трогать его отца, после чего Виктор с пистолетом направляется к ресторану. На место Виктора садится Густаво, который говорит о необходимости уничтожить Лало Саламанку. Начо обещает войти в доверие Лало и просит не трогать его отца. Гус уходит, после чего Тайрус велит Виктору возвращаться, и они отвозят Начо домой.
В следующую ночь Лало и другие люди сидят, играя в покер. Начо пытается разрядить обстановку и пообщаться с Лало, что ему не удаётся. Лало обыгрывает Доминго и называет его «Крэйзи-8» (исп. Ocho Loco). После игры Доминго получает звонок от одного из дилеров, который сообщает о проблеме. Начо приказывает ему пойти и разобраться.
Спустя несколько минут Начо и Лало узнают об аресте Доминго, которого обнаружила полиция при попытке вытащить 10 пакетиков с кокаином из водопроводной трубы. Они вместе с другими наблюдают за полицейскими из машины, которые готовятся к штурму склада. Дилеры отвечают Лало, что весь оставшийся товар лежит на складе. Начо, найдя хороший момент, чтобы войти в доверие Лало, рискует жизнью и пробирается на склад через крышу. Он сумел забрать несколько пакетиков с кокаином и покинуть здание буквально за секунду до того, как полиция вошла туда. Лало хвалит Начо за его «поступок».
Чтобы спасти Доминго, ему нужен был адвокат. Начо связался со своим старым знакомым, который работает под новым псевдонимом — «Сол Гудман». Он привозит Сола на встречу с Лало, который тем временем занимался мотором своего маслкара. Лало говорит, что Доминго «нужно настучать на денежные тайники Гуса». Сол неохотно соглашается, но справляется с этим, и Доминго становится информатором УБН, тем самым открыв возможность Лало взаимодействовать с федералами и узнавать нужную информацию через Доминго. Обо всём этом узнаёт Густаво через Начо.
Через некоторое время Лало был арестован полицией за жестокое убийство сотрудника почтовой службы TravelWire. Тот нелегально получает телефон в своей камере СИЗО и звонит Начо, приказывая сжечь Los Pollos Hermanos. Начо вместе с Гусом разносят ресторан и сжигают его, выполняя приказ Лало.
После внесения залога Лало освобождается и едет с Начо к границе США и Мексики. Он высаживает Лало на месте перевода денег в пустыне. Лало разрешает ему уехать и хвалит за сожжение Los Pollos Hermanos. Начо собирается уезжать, как вдруг Лало тревожит его вновь и просит отвезти его немного назад. Тот привозит Лало к месту, куда Сол и Майк скинули Suzuki Esteem после перестрелки с колумбийскими бандитами. После этого он отвозит Лало к квартире Ким и по окончании беседы с Солом и Ким едет с ним в Мексику.
Приехав в охраняемый коттедж Лало, тот знакомит его со своими людьми и слугами. Немного позже Начо узнаёт о приказе впустить наёмников Гуса в поместье в 3 часа ночи, он обеспокоен судьбами людей Лало. Через несколько минут Начо представляется Дону Эладио, рассказывая о своих идеях и планах.
Ночью Начо направляется к воротам, как вдруг замечает пьющего алкоголь Лало во дворе. Они немного разговаривают, после чего Лало просит принести Начо другую бутылку. Зайдя на кухне, Начо устраивает задымление плиты, чтобы привлечь внимание Лало. Отвлечя его, тот открывает ворота и впускает наёмников. Начо быстро убегает, а Лало вступает в бой с наёмниками, которые убили его людей, и побеждает их, будучи подстреленным. Лало инсценирует свою гибель и весь картель узнаёт о шпионаже Начо.

### Сезон 6
Начо звонит человеку Гуса и узнаёт, что скоро его доставят в укромное место. Устроившись в отеле, он получил посылку в виде конверта с Browning Hi-Power, несколько магазинов к нему и несколько купюр песо.
Ранним утром Начо слышит шаги у парадной двери в номер. Он целится пистолетом в дверь и ждёт. Открыв дверь, он видит на полу поднос с завтраком и заносит его внутрь. Через окно он замечает сарай с небольшой дырой, смотрящей на его номер. Он выбирается из номера через окно и вламывается в сарай, обнаруживая мужчину, следящего за ним. Мужчина отвечает, что не знает, кто его начальник. На телефон мужчины звонят и узнаётся, что это человек Гуса. Начо со злости ударяет его по голове.
Кузены и несколько людей Картеля нападают на Начо возле мотеля, который даёт отпор, убивая одного противника и косвенно вызывая смерть ещё одного противника. Начо уезжает с территории мотеля, почти задавив Кузенов. Его автомобиль глохнет и тот вынужден бежать вглубь леса и прятаться в бензовозе с топливом. Ближе к темноте Начо заходит в автомастерскую, где моется водой из под шланга и прощается с отцом перед смертью. После звонка отцу он звонит Майку, чтобы связаться с Гусом, надеясь на любой план, при котором Мануэль останется в безопасности.
Начо был тайно привезён в безопасное место и накормлен. Гус требует, чтобы Начо признался Болсе Саламанке о своём шпионаже и о том, что он из перуанского картеля, который платит ему деньги, а после признания он должен напасть на Виктора и быть застреленным. Гус отмечает, чтобы всё было правдоподобно, Начо нужно избить. Когда тот уходит, Майк и Начо пьют ликер.
На следующий день избитого Начо привозят на место встречи. Болса заявляет, что признанием Начо может изменить свою судьбу. Начо сначала отказывается, после чего решается признаться:
«Это Альварез, Лос Одиос из Перу. Дали деньги за подставу Туко, которые я взял… Он? Думаешь, „куриный папа“? Не гони. Альварез платил мне долгое время, но я бы у вас и денег не брал, ведь вы все кучка мешков с дерьмом. Я открыл ворота, я бы открыл их ещё раз, и я рад, что его убили. Он бездушная свинья. Я бы прикончил его своими руками… А знаешь, что ещё, Гектор? Я посадил тебя в это кресло. Твои таблетки? Я их поменял. Ты подох и лёг в могилу, а мне пришлось смотреть, как этот урод тебя оживляет. Так что, сидя в доме престарелых и посасывая своё желе, каждый день, до конца своей жизни, ты будешь думать обо мне. Больной хер!»
После этих слов Начо выхватывает пистолет из кармана Болсы и берёт его в заложники. Через несколько мгновений он стреляет себе из пистолета в висок. Разьярённый Гектор расстрелял труп Начо из пистолета.

## Интересные факты
- Актёр Начо, Майкл Мэндо, просмотрел множество фильмов на тему криминала, чтобы понять, как себя ведёт преступник.
- Начо умер ровно через 2 года после своего первого появления в сериале (25 мая 2002 года — 25 мая 2004 года), аналогично Уолтеру Уайту (7 сентября 2008 года — 7 сентября 2010 года)[5].

## Критика
Персонаж Майкла Мэндо получил хорошие отзывы от критиков. Например, Дэвид Сигал из The New York Times похвалил игру актера. Кенни Херцог из Vulture похвалил персонажа, заявив, что «он сочетает в себе человечность и высокомерие», отмечая, что на телевидении такое можно редко увидеть. Майкл Мэндо вместе с другими актерами сериала получил награду «Премия Гильдии киноактёров США за лучший актёрский состав в драматическом сериале».